# 市丸博司
市丸 博司（いちまる ひろし、1959年 - ）は競馬評論家、パソコンライター、有限会社レイヤード代表取締役社長。

## 略歴
佐賀県藤津郡嬉野町（現在の嬉野市）出身。東京都在住。早稲田大学教育学部卒。既婚。2013年1月男の子誕生。
リクルートでの会社員経験を経て、編集プロダクションを設立する。同社在職中に社内表彰を何度か受賞するなどクリエイターとして実績もある。

## 競馬
競馬予想家として、『競馬予想TV!』（フジテレビTWO）では最古参の予想家として登場し、唯一の三冠のタイトルを2度手にしている。またユーモアのある性格であり、番組のムードメーカーとしても活躍している。また、『夕刊フジ』の土日版では、メインレースなどの一部のレースの予想とコラムが掲載されている。
その予想方法は、かつては西田和彦による「西田式スピード指数」を用いていたが、現在は西田式を基に斤量やペース等の概念を取り入れた「TF（タイムフィルター）指数」を編み出し提唱している。これによって「自分の予想に責任が持てた。」と後に語っている。ただし、地方競馬のレースは反映されていない。
自他共に認める薄毛であるが、それをコミカルなキャラクターとして活かしている。競馬関係の著書を何冊か執筆しているが、1995年には『頭髪メンテナンスカタログ』という育毛に関する著書も出版した。また「パソコン競馬ライター」の自称通りパソコンに強いことから、現在JRA-VAN公式サイトにおいて「競馬ソフト作者インタビュー」を連載中。
2010年にはJRAが電話投票会員向けに開催している「IPAT馬券道場」にて最高の栄誉である「名人位」を獲得。「馬券道場」には毎年1万人以上が参加するが、この年名人位を獲得したのは市丸を含めわずか16人であった。

## エピソード
- 旅打ちが趣味であり、海外競馬（香港・ドバイなど）や、中央競馬・地方競馬を問わず、競馬場等にもしばしば出かけている。また、「いちまる組」というオフ会を開催するためのコミュニティを主催し、競馬ファンとの交流を大切にしている。
- 番組で共演している太組不二雄には、収録後毎に、ご馳走をしており、太組は周囲に「土曜の夜は何でも食べられる!!」という発言をしている（阿佐ヶ谷ロフトでのPOGイベントより）。なお、自身はそのことを語っておらず、男気のあるところを見せている。
- 個性的な出演陣が多い同番組の中で良心的なポジションである。
- 本人は特に言及はしていないが、ダートの短距離のレースでの的中率が高い傾向がある。シンプルに競走馬のスピード能力が要求されるのが要因と推測される。
- 新馬券WIN5にて、最後のレースで自身の本命馬が勝ったにもかかわらず一億の配当を逃している。理由は一番人気馬が2頭勝つケースの馬券を買い目から除いているため。
- 「市丸博司とレーシングプログラム」というバンドを結成しており、年に1回程度であるがライブを開催している。
- 海外競馬の大レースに日本馬が出走するときはかなりの確率で現地へ観戦に行く。その際は、『競馬予想TV!』への出演を見合わせる。翌週に、番組アシスタントにだけお土産を購入するのがお約束になっている。

## 出演番組
- 競馬予想TV!
- 先週の結果分析（2013年4月 - 2022年7月）